# Alberto T. Rasgado
General Alberto T. Rasgado fue un militar mexicano que participó en la Revolución mexicana. Reforzó a la campaña sureña federal del general Juvencio Robles en contra de Emiliano Zapata. Incendió las cabeceras municipales de Yecapixtla, Xochitepec, Villa de Ayala y Tepalcingo.     